# Fântâna Doamnei
Fântâna Doamnei – wieś w Rumunii, w okręgu Călărași, w gminie Nicolae Bălcescu. W 2011 roku liczyła 402 mieszkańców.